# Humilistreptus distinctus
Humilistreptus distinctus är en mångfotingart som beskrevs av Demange och Jean-Paul Mauriès 1975. Humilistreptus distinctus ingår i släktet Humilistreptus och familjen Spirostreptidae. Inga underarter finns listade i Catalogue of Life.